# Black Mask (film)
Black Mask (Chinees: 黑俠 - Hak hap) is een actie-/sciencefictionfilm met Jet Li uit 1996 onder regie van Daniel Lee Yan-Kong. Black Mask werd in 2002 gevolgd door Black Mask 2: City of Masks, zonder Jet Li, maar met Andy On als Black Mask.

## Verhaal
Er woedt een oorlog in de Japanse onderwereld. Met ultra-moderne wapens worden aanslagen uitgevoerd door een team van chemisch verbeterde commando's: het '701 Squad'. Er is maar één man die deze superstrijders aankan: Tsui Chik, voormalig lid van het 701 Squad, die nu werkzaam is als bibliothecaris.

## Rolbezetting
Hoofdpersonages:
| Acteur        | Personage |
| ------------- | --------- |
| Jet Li        | Tsui Chik |
| Karen Mok     | Tracy     |
| Francoise Yip | Yuek Lan  |
| Anthony Wong  | King Kau  |

## Trivia
- Het masker van Tsui Chik is geïnspireerd op dat van Kato, de door Bruce Lee gespeelde helper van The Green Hornet uit de gelijknamige televisieserie.
- De gevechtschoreografie werd verzorgd door Yuen Woo-Ping.